# Космічна реклама

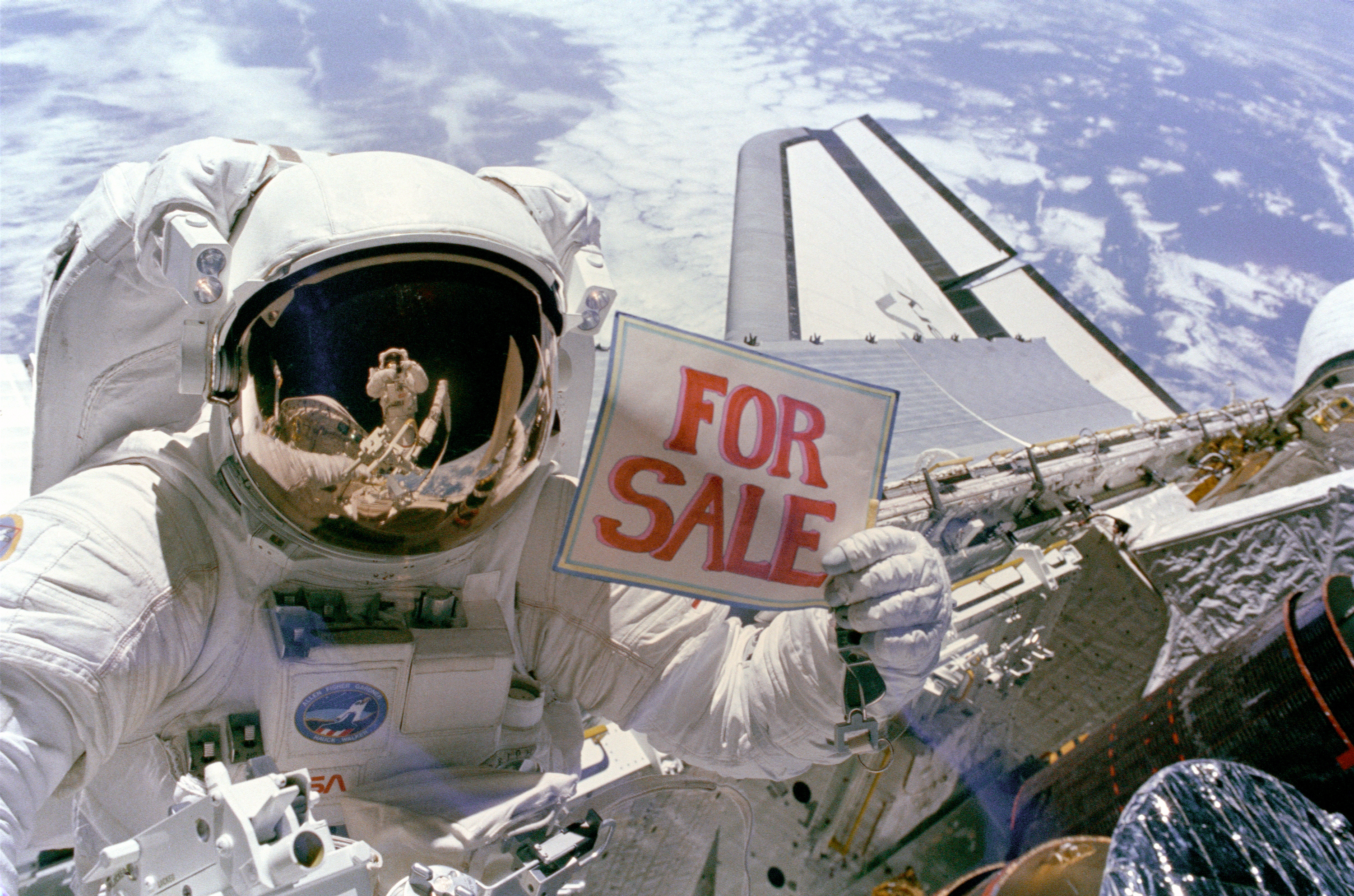
Космонавт NASA жартома рекламує поремонтований супутник

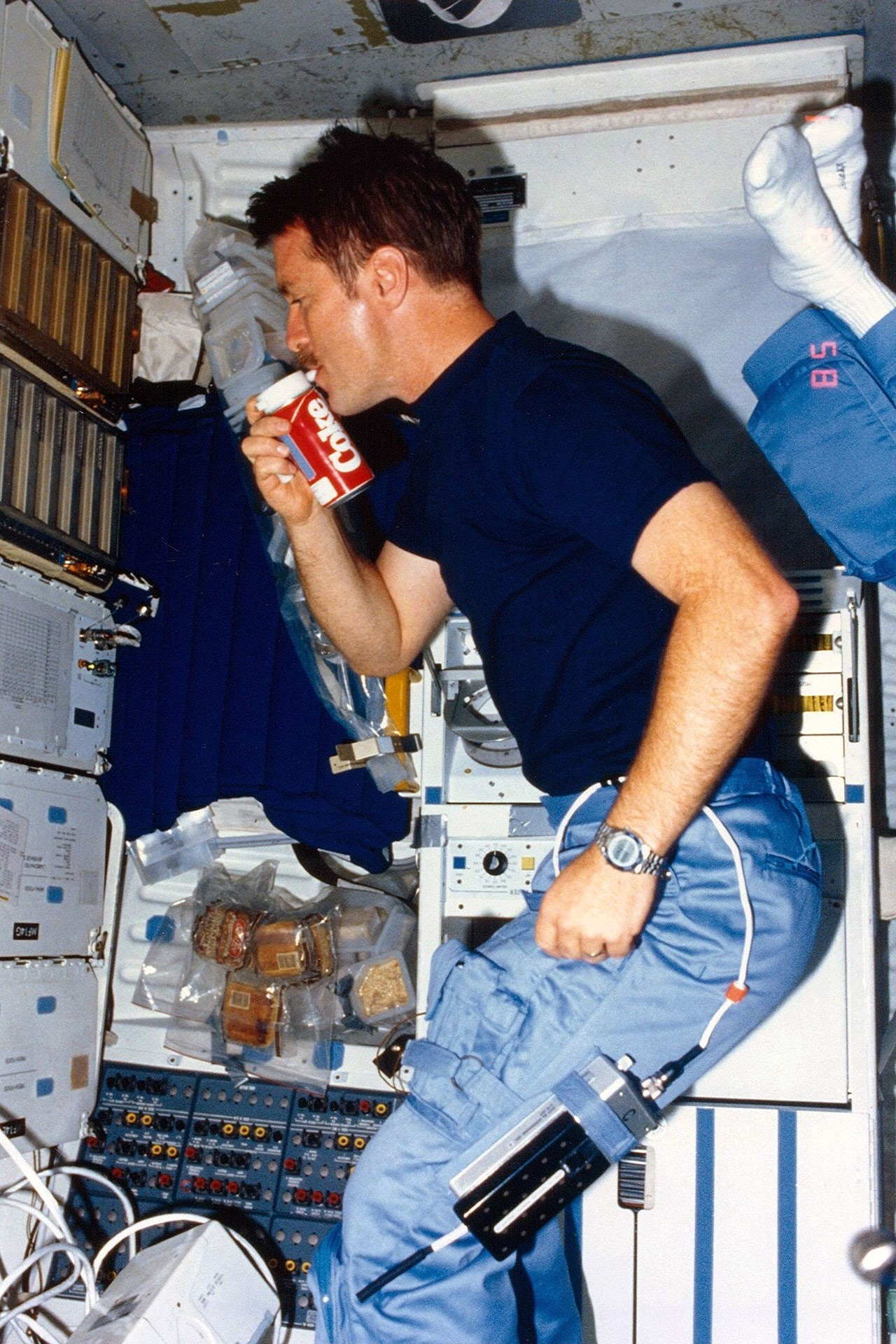
Астронавт п'є Кока-Колу на космічній станції із особливо оформленої бляшанки.

Космічна реклама  - це використання реклами в космічному просторі чи космічному польоті . Всього було лише кілька прикладів успішних маркетингових кампаній та декілька пропозицій щодо реклами в космосі, дехто навіть планував запускати гігантські рекламні щити, видимі з Землі. Нав'язлива космічна реклама  - термін, який використовується щодо таких намагань.

## Спроби
Запуск" Союзу ТМ-11" в 1990 році Тойохіро Акіяма , репортер японської телекомпанії Tokyo Broadcasting System . Компанія заплатила за своє місце на рейсі, і її логотип виділявся на третьому ступені ракети-носія " Союз-Ю2 ". Бандажі ракети були прикрашені логотипами Sony , Unicharm і Otsuka Pharmaceutical .
"Космічний рекламний щит" 1993 року, представлений американською компанією Space Marketing Inc., був пропозицією рекламного щита площею 1 км², який запустили б на низьку орбіту і було б видно з Землі. Реклама була б приблизно такою ж завбільшки і за яскравістю, як місяць  і повинна була бути зроблена з листів майлара . Було підраховано, що це буде в 10000 разів більше космічного сміття ; це і ще нездатність залучити адекватне фінансування - ось що перешкоджало розвитку проєкту. 
Перший рекламний ролик, знятий в космосі був  про молоко ізраїльської компанії Tnuva , який знімався на борту космічної станції "  Мир" у 1997 році.  
Незвична форма реклами фаст-фуду ,а саме -  дві піци-Хат,  були хитрим маркетинговим ходом на космічному кораблі. У 2001 році вони першими постачали піцу в космічний простір, після того як їх вакуумовані харчові продукти прибули на Міжнародну космічну станцію  через рік після підписання угоди про розміщення 30-футового (9 метрів) логотипу "Піца Хат"  на стороні безпілотної протонної ракети, запущеної модулем "Зірка" .  Тоді " Кодак" заплатив за розміщення свого логотипу та слогана на матеріалі, який повинен був бути випробуваний на міцність у космосі за межами Міжнародної космічної станції. 
Команда White Label Space, яка змагається в рамках програми Google Lunar X PRIZE, планує отримати гроші на місію "Місяць" від космічної реклами у формі спонсорства одним або кількома великими світовими брендами. 
6 лютого 2018 року SpaceX виконував випробувальний політ ракети-носія Falcon Heavy, і першу спробу запустити  ракету Falcon Heavy . Як частина цього випробовування був необхідний фіктивний корисний вантаж, і для цієї метибув обранийTesla Roadster Ілона Маска. Після успішного виведення на орбіту, власний родстер Маска був викинутий на геліоцентричну орбіту. Дехто поставився скептично до цього, ніби це ніщо інше, як "реклама автомобіля" Тесла  , інші ж раділи, бо це - "найкраща автомобільна реклама у світі"  і "один з найбільших маркетингових трюків вигаданих коли-небудь". 

## Законодавство
У 1993 році, звернувши увагу на проєкт Space Billboard, американський конгресмен Ед Маркі вніс законопроєкт, який заборонив всі рекламні кампанії США в космосі. Цей законопроєкт був змінений для того, щоб охоплювати лише нав'язливу рекламу, таким чином дозволяти спонсорські угоди, де логотип розміщується на ракеті або на одязі астронавта.  З травня 2005 року Федеральне управління цивільної авіації США відповідальне за виконання цього закону.  
Росія - інша провідна країна космічного польоту, погодилася з рекламою в багатьох своїх місіях (див. Спроби  ).

## Критика
Перед тим, як було запроваджено це законодавство, повідомлення про нав'язливі плани космічної реклами публічно висміювалися. Як приклад були швидко наведені проблеми  астрономії - світлове забруднення , перешкоджання видимості та радіо перешкоди. Ще один мінус у неможливості уникнути рекламу полягає в тому,  що вона знаходяться куди не подивись на вулиці -  інші ж види реклами можна легко відключити або видалити. Оскільки великі рекламні щити стануть видимими на великих відстанях, важко  буде помітити їх лише в одній країні.  

## Популярна культура
Великі білборди в космосі з'являлися в деяких науково-фантастичних книгах, фільмах і телевізійних серіалах, зокрема в анімаційному серіалі Футурама  . Вони зазвичай демонструються як сатира комерціалізації.
У розповіді Фредеріка Брауна 1945 року , "Пі на небі", винахідник пересовує зірки для розміщення рекламного гасла.
У повісті 1951 р. Роберта Хайнліна " Людина, яка продавала Місяць  ", головний герой знаходить гроші на його місячні амбіції, публічно описуючи видиму сторону місяця в рекламі та пропаганді, а потім бере гроші,для того щоб'  припинити це.
У 1958 р. Айзек Азімов "Історія Купівлі Юпітера" Ісаака Асімова , група інопланетян уклала угоду з урядами Землі, щоб придбати планету Юпітер, і  вони могли використовувати його як рекламну платформу для космічних кораблів зі своїх світів, що проходили повз планету.
У романі " Червоний карлик  " є рекламна кампанія, за допомогою якої компанія "Кока-кола" відправляє корабель, щоб зробити 128 зірок надновими, з метою чітко прописати слова "Кола додає життя!" Послання мало протриматися 5 тижнів і бути видимим навіть вдень.             
У епізоді телевізійного шоу Кармен Сандієго , планують запустити ракети, щоб перетворити обличчя Місяця на логотип шоу.
У мультиплікації The Tick Initiface Чіпендейл намагається написати своє ім'я на Місяці, але не  вдається, і він пише лише букви "ЧА". 
У фільмі " Хенкок " логотип фіктивної благодійної організації "Кожне серце" намальовано головним персонажем на Місяці .